# Vlag van Brest (oblast)

Vlag van Brest

De vlag van Brest is blauw met een gele wisent (Bison bonasus) over een rode gestileerde toren. Dit is sinds 14 september 2004 het officiële symbool van de Wit-Russische oblast Brest.
De vlag heeft een hoogte-breedteverhouding van 1:2.
Het oblastwapen toont dezelfde elementen als de vlag, waarmee de vlag in feite een banier van het wapen is.
Het is een rechthoekig rood en blauw doek, dat de moed en onverschrokkenheid symboliseert van de volkeren die op het grondgebied van de oblast Brest wonen. Er zijn twee verticale blauwe strepen langs de randen In het midden is een brede rode streep, die eindigt in de vorm van een verdedigingswerk - een symbool van rijkdom, loyaliteit, zuiverheid en duurzaamheid. In het midden van de rode streep staat een gouden bizon, als symbool van kracht en grootsheid van de regio Berestey.